# Vodacom Golf Championship
Het Vodacom Golf Championship was een golftoernooi in Zuid-Afrika, dat deel uitmaakte van de Sunshine Tour. Het toernooi werd opgericht in 2002 en vond plaats in de Royal Johannesburg & Kensington Golf Club, in Johannesburg.

## Winnaar
| Jaar | Winnaar         | Score       |       |
| ---- | --------------- | ----------- | ----- |
| 2002 | Ashley Roestoff | 205 (–11)PO | [ 1 ] |

POAshley Roestoff won de play-off van Chris Williams.

## Trivia
- In 2003 werd dit toernooi geannuleerd, omdat het toernooi in 2002 niet voldeed aan hun verwachtingen.

Amatola Sun Classic · Atlantic Beach Classic · Bell's Player Championship · Bloemfontein Classic · Botswana Open · Bushveld Classic · Canon Classic · Coca-Cola Charity Championship · Cock of the North · Devonvale Classic · Emfuleni Classic · Eskom Power Cup · General Motors Open · Goldfields Powerade Classic · Goodyear Classic · Graceland Challenge · Highveld Classic · ICL International · Iscor Newcastle Classic · Kalahari Classic · Limpopo Classic · Lombard Tyres Classic · Mafunyane Trophy · Mercedes Benz Golf Challenge · Mount Edgecombe Trophy · Namibië Open · Namibia PGA Championship · Nashua Wild Coast Sun Challenge · Natal Open · Nelson Mandela Invitational · Northern Cape Classic · Observatory Classic · Palabora Classic · Parmalat Classic · Radio Algoa Challenge · Randfontein Classic · Rhodesian Masters · Riviera Resort Classic · Royal Swazi Sun Classic · Seekers Travel Pro-Am · South African Masters · South African Match Play Championship · South African Pro-Am Invitational · Spoornet Classic · Sun Coast Classic · Transvaal Open · Vodacom Golf Championship · Vodacom Open · Vodacom Players Championship · Vodacom Series · Vodacom Trophy · Western Cape Classic · Western Province Open